# Висок (село)
 Тази статия е за селото в България.  За котловината в България и Сърбия вижте Висок (котловина).  
Висок е село в Североизточна България. То се намира в община Омуртаг, област Търговище.